# Time Masters
Time Masters est un jeu de deck-building créé par Pierre-Emmanuel Legrain et édité par MushrooM Games en 2014 (devenu Morning Players). Le jeu a fait l'objet d'une campagne de financement participatif réussie en 2013 et est d'abord sorti en ligne sur la plateforme Board Game Arena avant de sortir en magasin.

## Principe général
À tour de rôle, les joueurs (ou « Maîtres du Temps ») vont tenter de faire l'enchaînement qui leur permet de jouer le plus de sorts en dépensant leur concentration, le « Kè », de façon à obtenir des sorts de plus en plus puissants. Mais dans cet univers, le temps n'est pas linéaire : on peut programmer un sort qui sera joué à un prochain tour…

## Règle du jeu

### Mise en place
Chaque joueur commence avec le même deck de 10 cartes et 4 Kè. Avant de commencer le premier tour, les deck sont mélangés et chacun pioche 5 cartes.
Les cartes qui pourront être acquises au cours du jeu sont réparties sur 5 piles, les « sphères de conscience ». Chacune comporte 10 cartes, piochées au hasard parmi 20 pour chaque niveau de conscience. Plus le niveau de conscience est élevé, plus le pouvoir de la carte est intéressant et plus elle vaudra de point à la fin de la partie (1 niveau de conscience = 1 point).

### Déroulement
Pendant son tour, le joueur peut jouer autant de cartes qu'il le souhaite, tant qu'il peut payer le coût en Kè de ses sorts. Il y a trois types de cartes :
- les sorts, qui ont une action spécifique, coûtent du Kè et permettent d'accéder aux sphères de conscience ;
- les concentrations, qui permettent de récupérer du Kè ;
- les temporisateurs, qui permettent de mettre des sorts en attente pour un prochain tour et peuvent aussi avoir une action spécifique.

La mise en attente d'un sort peut tout de même avoir un coût : lorsqu'un temporisateur contient son nombre maximal de sorts, il doit être activé au tour prochain. Si l'on veut le garder plus longtemps, il faut sacrifier une carte de sa main en la plaçant dessous face cachée. Cette carte est toujours considérée comme étant dans la main : au tour d'après, au moment de compléter sa main, on la complétera à 4 et non pas à 5 cartes.
À tout moment de son tour, le joueur peut défausser 2 des cartes de sa main pour récupérer un Kè.
À la fin de son tour, le joueur compte le nombre de sorts joués pendant ce tour et peut prendre des sorts pour un niveau de conscience équivalent. Par exemple, si 5 sorts ont été joués, le joueur pourra prendre :
- la première carte de la sphère de conscience 5
- ou la première carte de la sphère de conscience 2 et la première carte de la sphère de conscience 3
- ou la deuxième carte de la sphère de conscience 4. Étant donné que c'est la deuxième carte qui est prise, on considère qu'elle vaut un niveau de conscience de plus, donc le joueur ne pourra pas prendre la première carte de la sphère de conscience 1 en plus.

La ou les cartes acquises sont ajoutées à la main du joueur. Il complète sa main à 5 cartes puis c'est au tour du joueur suivant.
Il est possible de passer son tour pour récupérer l'intégralité de ses 4 Kè.

### Fin de partie et vainqueur
La partie se termine lorsqu'au moins deux des sphères de conscience sont vides. Le score de chaque joueur est calculé en additionnant le niveau de conscience de toutes les cartes présentes dans leur deck. Celui qui a le meilleur score remporte la partie.

## Rééditions et extensions
Le jeu a été édité en plusieurs langues, notamment en russe.
Une extension sort en 2017, avec des nouvelles cartes et des variantes dans les règles.